# James Le Mesurier
James Gustaf Edward Le Mesurier OBE (* 25. Mai 1971 in Singapur; † 11. November 2019 in Istanbul) war ein britischer Offizier und Gründer von Nichtregierungsorganisationen und Stiftungen.

## Leben und Werk
Geboren wurde James Le Mesurier 1971 in Singapur als Sohn von Benjamin Havilland Churchill Le Mesurier; er hat eine ältere Schwester. Er studierte an der University of Ulster und der Aberystwyth University. Noch während seines Studiums trat er 1990 im Rahmen eines Kadettenprogramms als Second Lieutenant der Royal Green Jackets in die British Army ein. Nach dem Erreichen eines akademischen Grades wechselte er an die Royal Military Academy in Sandhurst. 1993 wurde er zum Lieutenant und 1996 zum Captain befördert. In dieser Zeit wurde er auch bei den Friedenstruppen der Vereinten Nationen im Einsatzgebiet Jugoslawien verwendet.
Im Jahre 2000 nahm er seinen Abschied von den britischen Streitkräften und arbeitete für die private Sicherheitsfirma Good Harbor Consulting von Richard Clarke in den Vereinigten Arabischen Emiraten und im Jemen.
Anfang 2013 registrierte er die gemeinnützige Stiftung Mayday Rescue Foundation mit Sitz in Amsterdam, die syrische Freiwillige in Zivilschutz ausbildete. Diese Freiwilligengruppe entwickelte sich zu den Weißhelmen, die 2016 den Right Livelihood Award und den Deutsch-Französischen Preis für Menschenrechte und Rechtsstaatlichkeit erhielten.
Ohne es zu wissen, so der britische Journalist Eliot Higgins und Gründer des Recherchenetzwerks Bellingcat, hatte Le Mesurier eine „Kampftruppe aufgeweckt“ und geriet unter jahrelangen Druck: Von Higgins „Provokateure“ genannte Angehörige des extremen Randes der antiimperialistischen Bewegung griffen Le Mesurier an, bald von der Propaganda Russlands vereinnahmt. Der Umgang mit diesen Anschuldigungen sei schwierig, weil öffentliche Reaktionen ihnen weiteres Gehör verschaffe.
Das rasche Wachstum benötigte mehr Management, Mitte 2018 erreichten die Zuwendungen ihr Maximum und Johan Eleveld wurde neuer CFO. 
Am 7. November 2019 beantwortete Le Mesurier den in Istanbul anwesenden Auditoren der Geberländer Anfragen zu vermeintlichen finanziellen Unregelmäßigkeiten in der Mayday Rescue Foundation. In einem Brief am 8. November bot er seinen Rücktritt an. Er sah sich unter Druck gesetzt, nachdem sein Hilfswerk zu einem Schauplatz von Narrativen zum Krieg geworden war. Wenige Tage später, am 11. November 2019, stürzte er unter ungeklärten Umständen vom Balkon des zweiten Stockes seiner Wohnung in Istanbul-Beyoğlu und kam dabei zu Tode. Le Mesurier hinterließ eine Frau und zwei Kinder. Die Staatsanwaltschaft Istanbul teilte am 3. März 2020 mit, sie habe die Ermittlungen eingestellt. Der neue Mayday-Rescue-Verwalter, Cor Vrieswijk, erklärte im Juli 2020, die Stiftung werde innerhalb einiger Monate aufgelöst.
Nach Le Mesuriers Tod veranlassten die Geberländer eine Untersuchung, die aber keine Indizien für Veruntreuung von Geldern erbrachte; die diesbezügliche Selbstbezichtigung Le Mesuriers sei offenbar auf ein Missverständnis (eine Rückzahlung, an die er sich nicht erinnerte) zurückzuführen. Es habe nur grundsätzliche Probleme bezüglich der Aufsichtsstrukturen der Stiftung gegeben, und ein Teil der Buchhaltungsunterlagen sei unauffindbar, so die niederländische Zeitung De Volkskrant. Ein Bericht des Nachrichtenmagazins Der Spiegel vom Dezember 2021 legt nahe, dass die Vorwürfe Teil einer Intrige waren, in der der Buchhalter der Mayday Foundation eine zentrale Rolle spielte, welchem auch als Einzigem letztlich Veruntreuung nachgewiesen werden konnte. Der Zeitung De Volkskrant wurde in diesem Zusammenhang Rufmord vorgeworfen.